# Specie di Leontodon
Elenco delle 41 specie di  Leontodon:

## A
- Leontodon albanicus (F.K.Mey.) F.Conti
- Leontodon anomalus  Ball
- Leontodon apulus  (Fiori) Brullo
- Leontodon asperrimus  (Willd.) Endl.

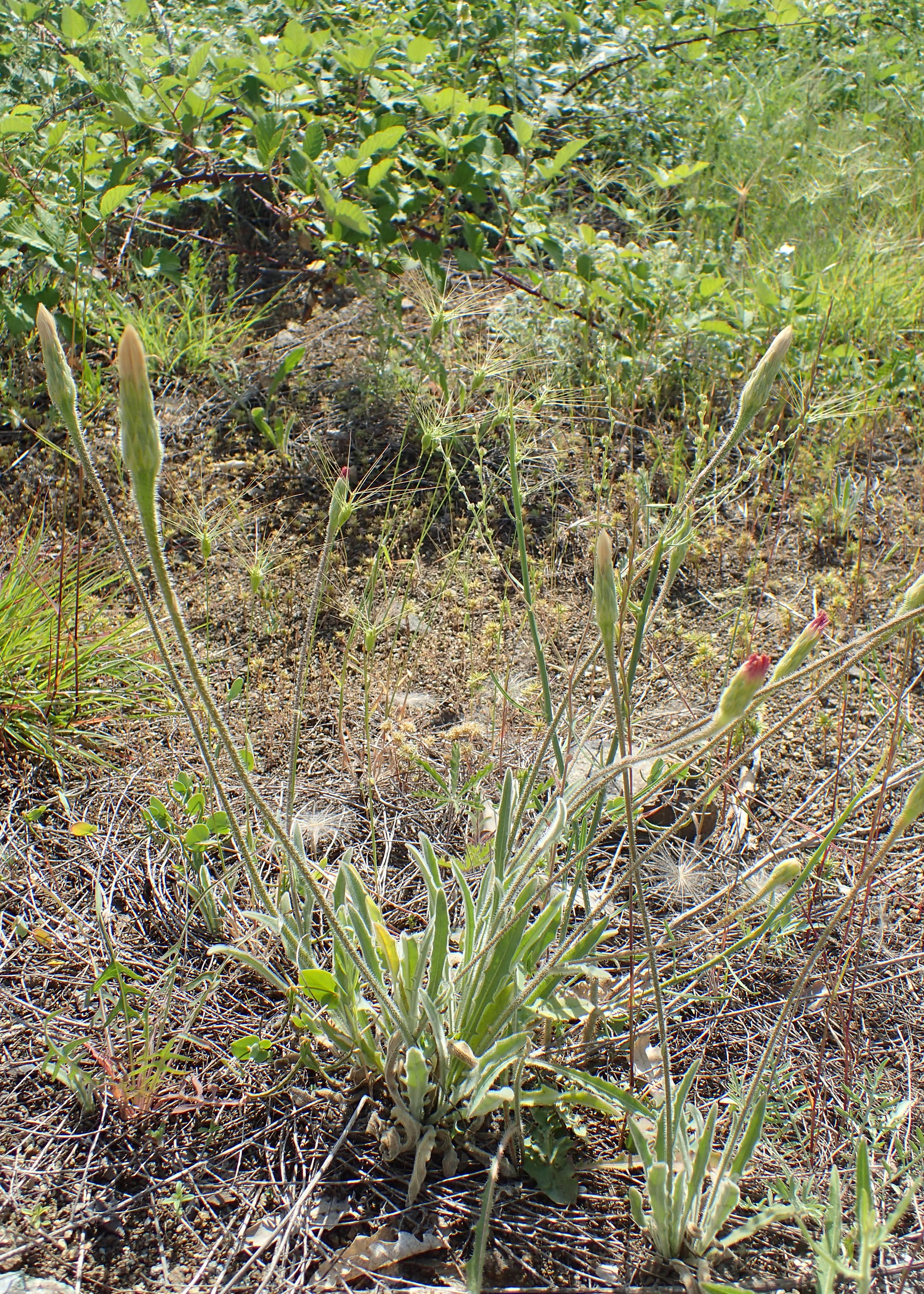
Leontodon asperrimus

## B
- Leontodon balansae  Boiss.
- Leontodon berinii  (Bartl.) Roth
- Leontodon biscutellifolius  DC.
- Leontodon boryi  Boiss. ex DC.
- Leontodon bourgaeanus  Willk.

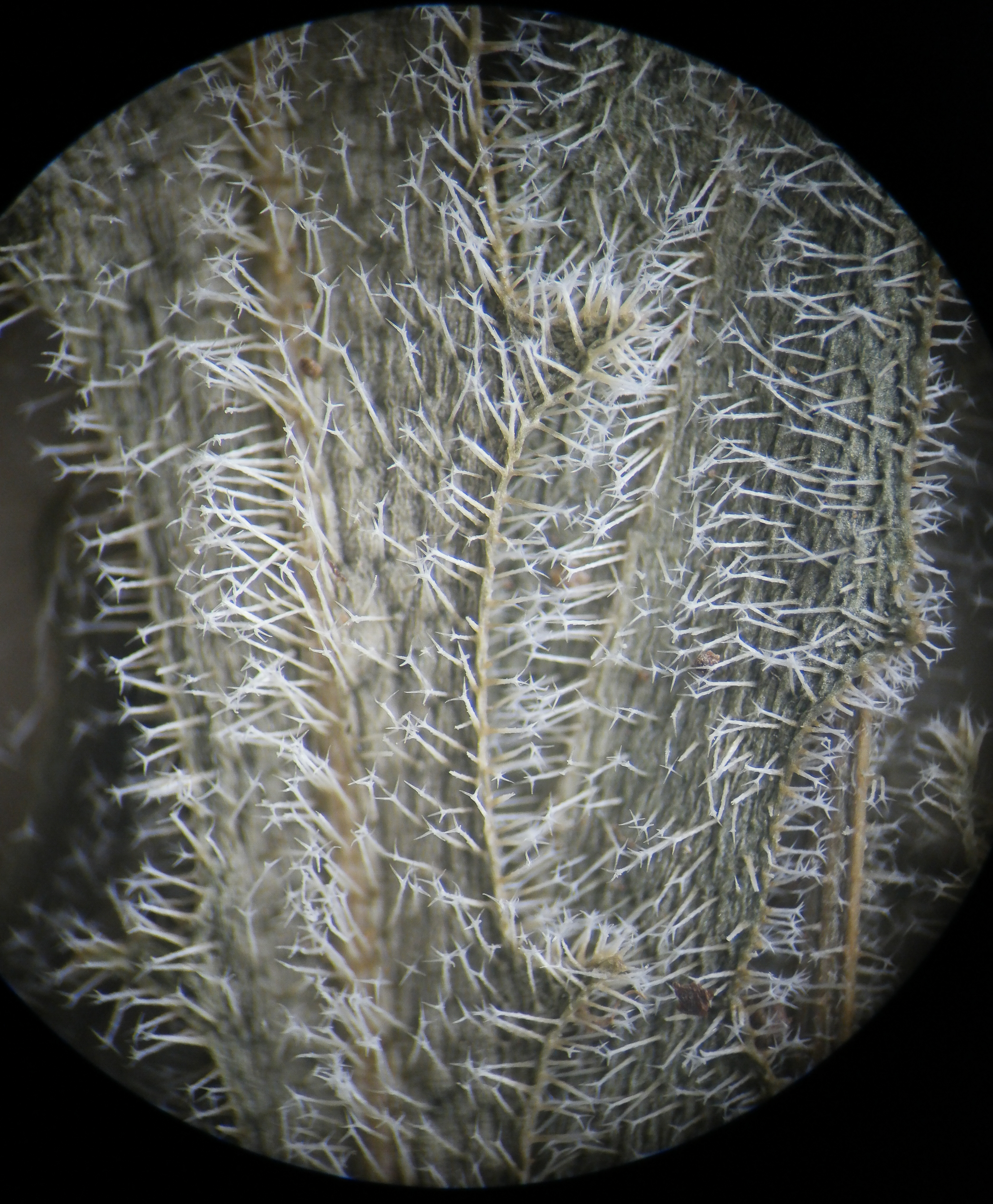
Leontodon biscutellifolius

## C
- Leontodon caroliaedoi  Talavera & M.Talavera
- Leontodon caucasicus  (M.Bieb.) Fisch.
- Leontodon crispus  Vill.

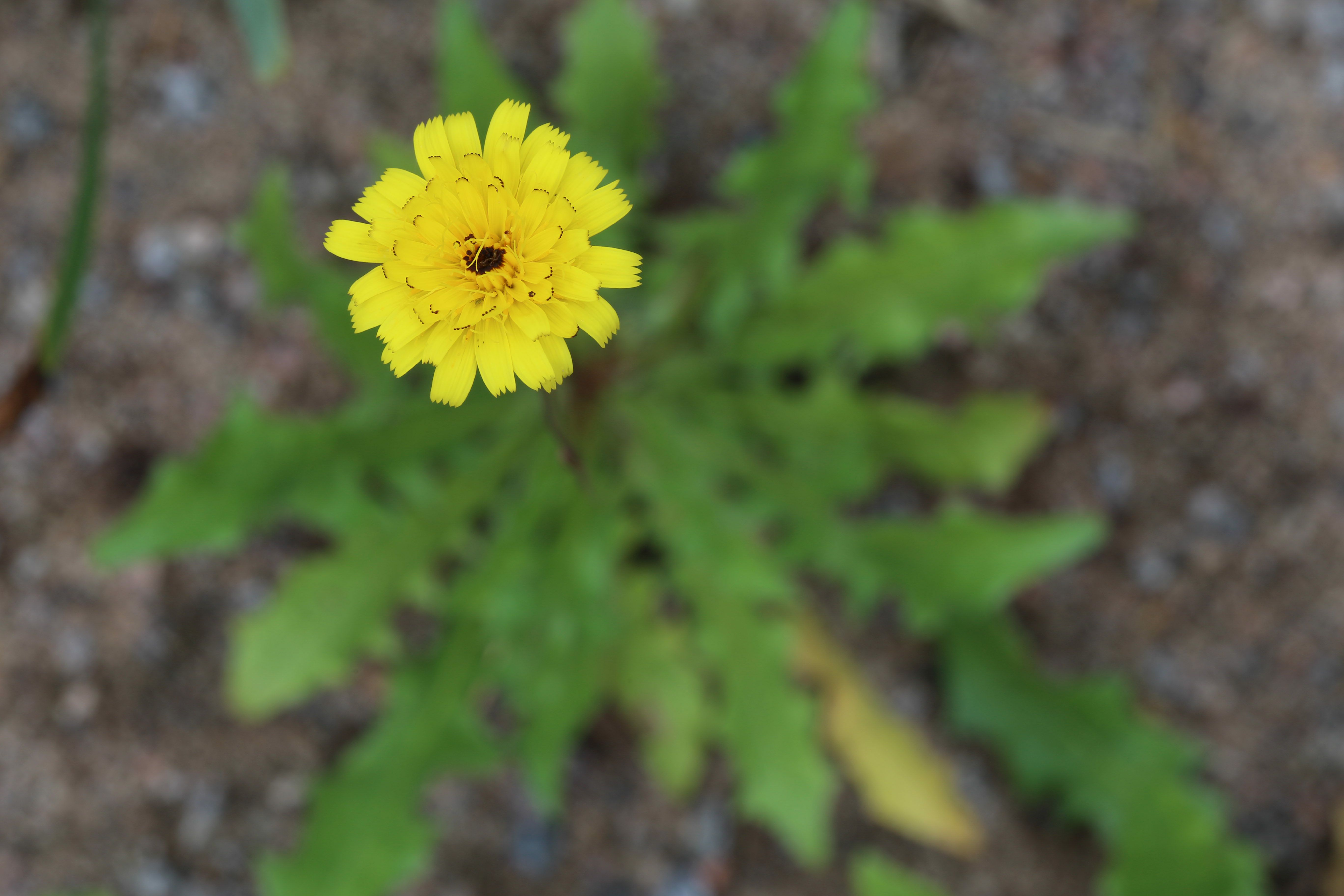
Leontodon caucasicus
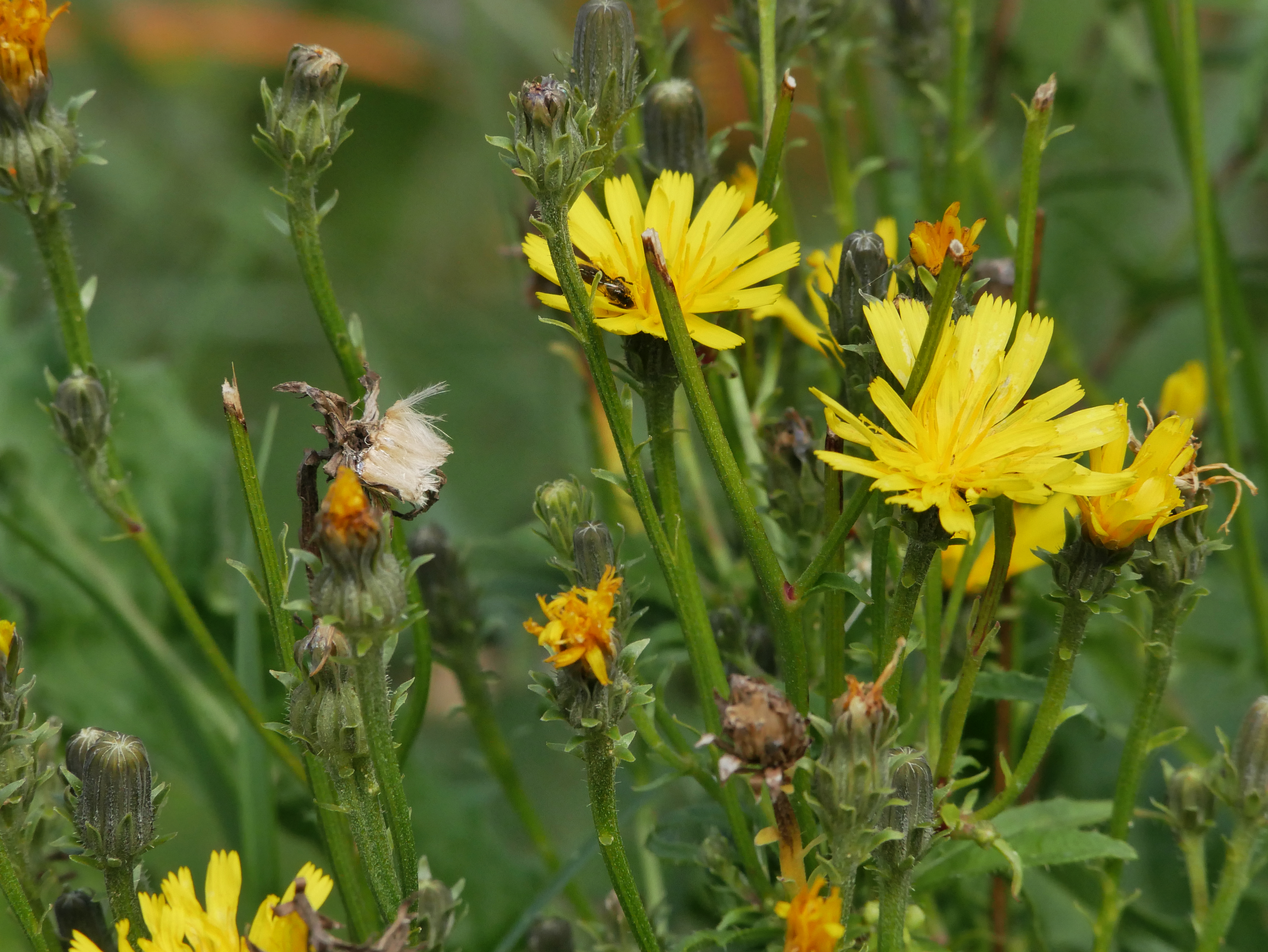
Leontodon crispus

## D
- Leontodon djurdjurae  Coss. & Durieu ex Batt. & Trab.
- Leontodon dubius  (Hoppe) Poir.
- Leontodon eriopodus  Emb. & Maire

## F
- Leontodon farinosus  Merino & Pau
- Leontodon filii  (Hochst. ex Seub.) Paiva & Ormonde

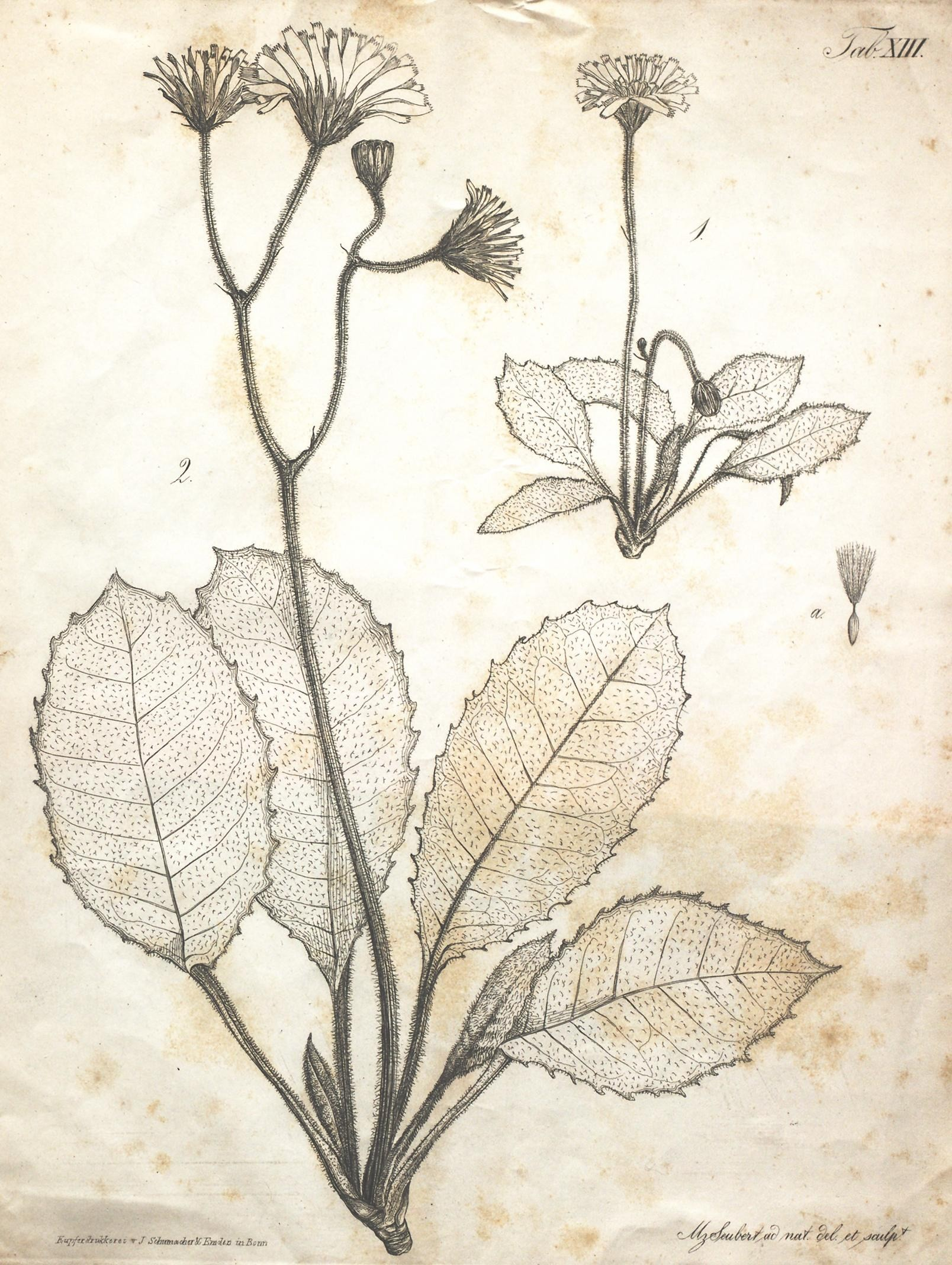
Leontodon filii

## G
- Leontodon graecus  Boiss. & Heldr.

Leontodon graecus

## H
- Leontodon hellenicus  Phitos
- Leontodon hirtus  L.
- Leontodon hispidus  L.
- Leontodon hochstetteri  M.Moura & Silva
- Leontodon hyoseroides  Welw. ex Rchb.

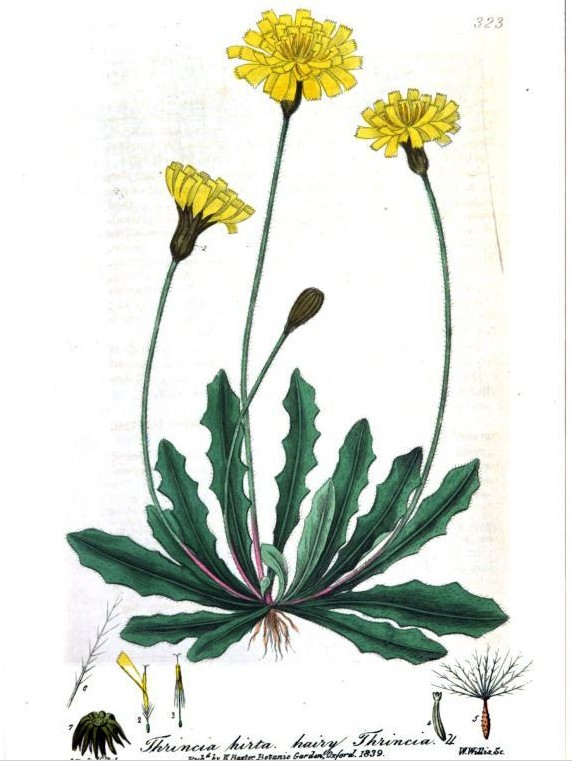
Leontodon hirtus
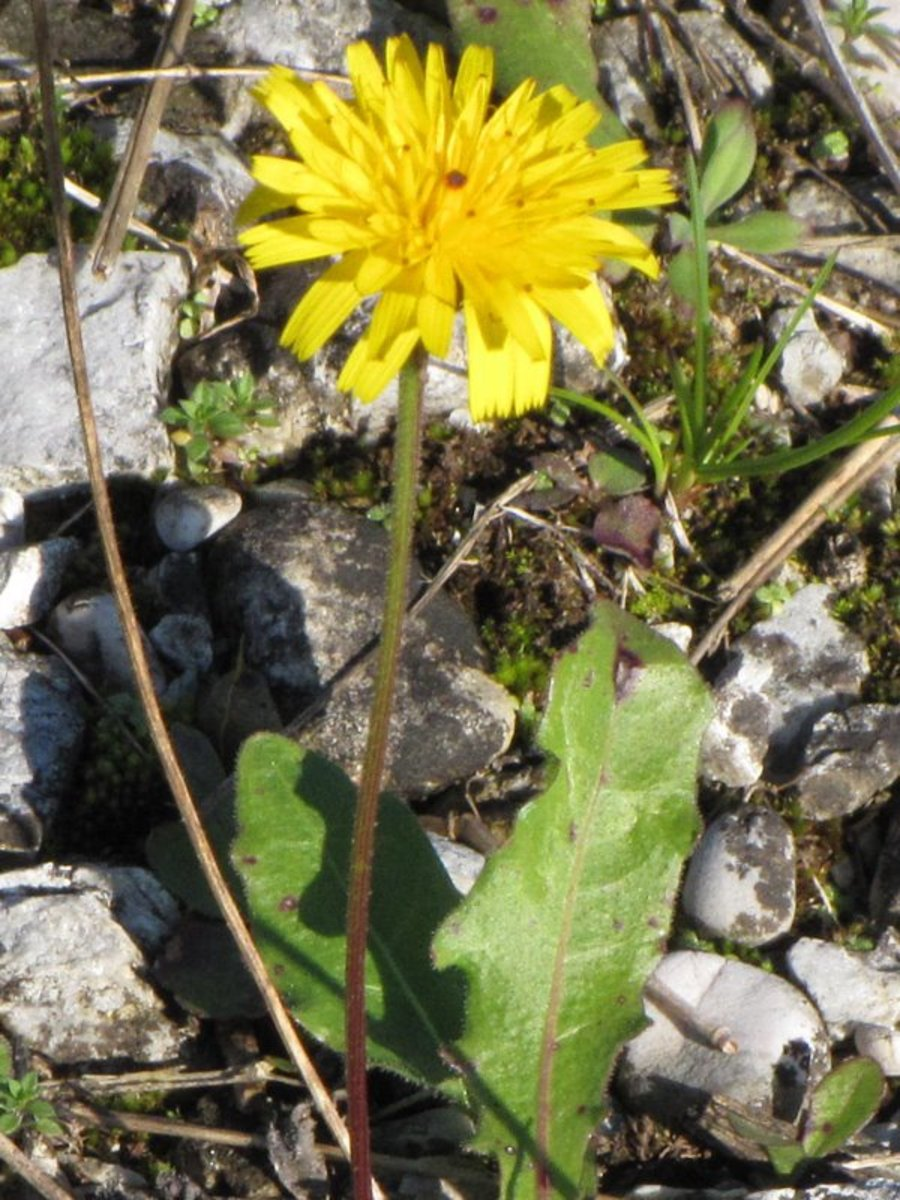
Leontodon hispidus
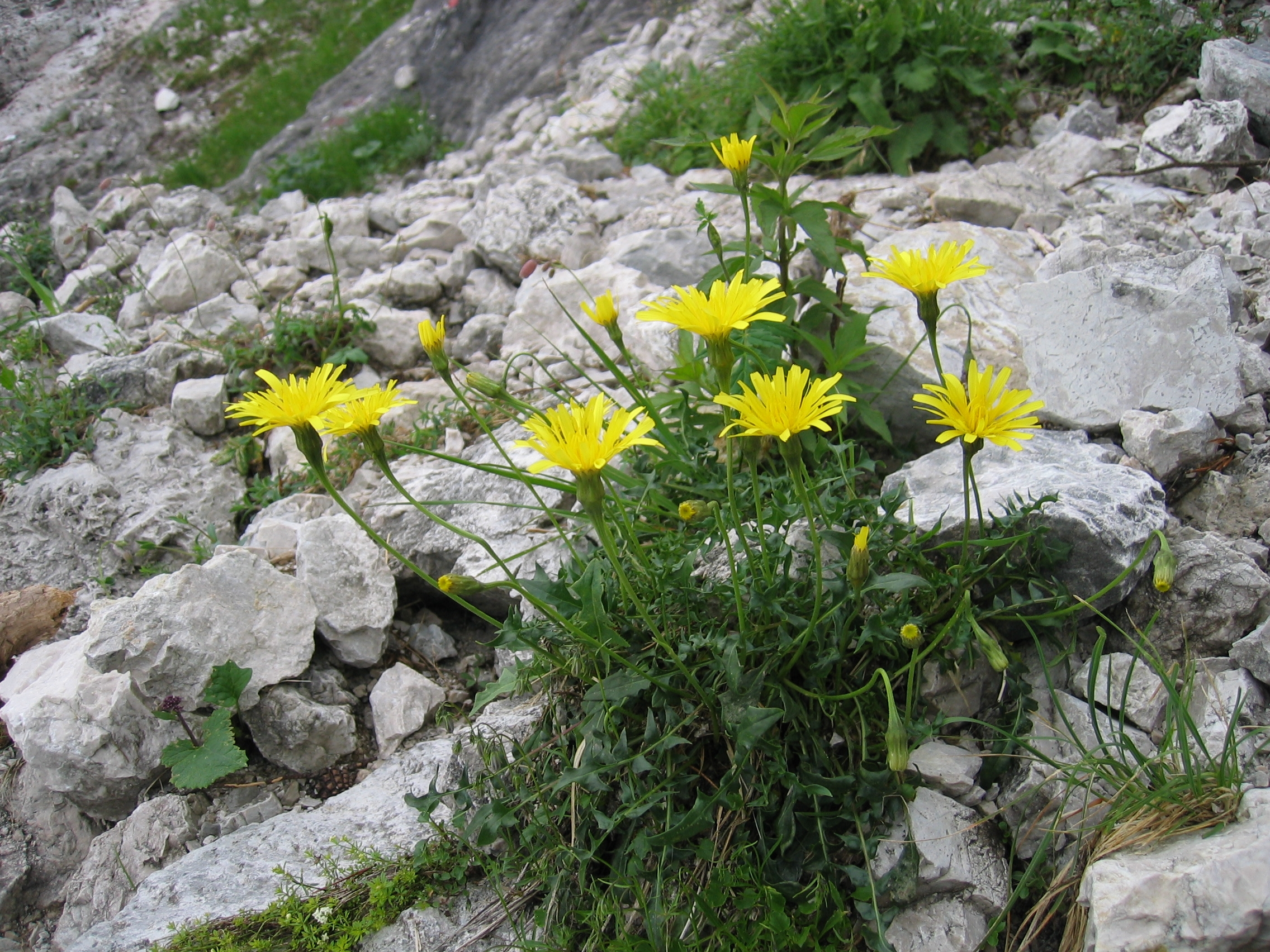
Leontodon hyoseroides

## I
- Leontodon incanus  Schrank
- Leontodon intermedius  Huter, Porta & Rigo

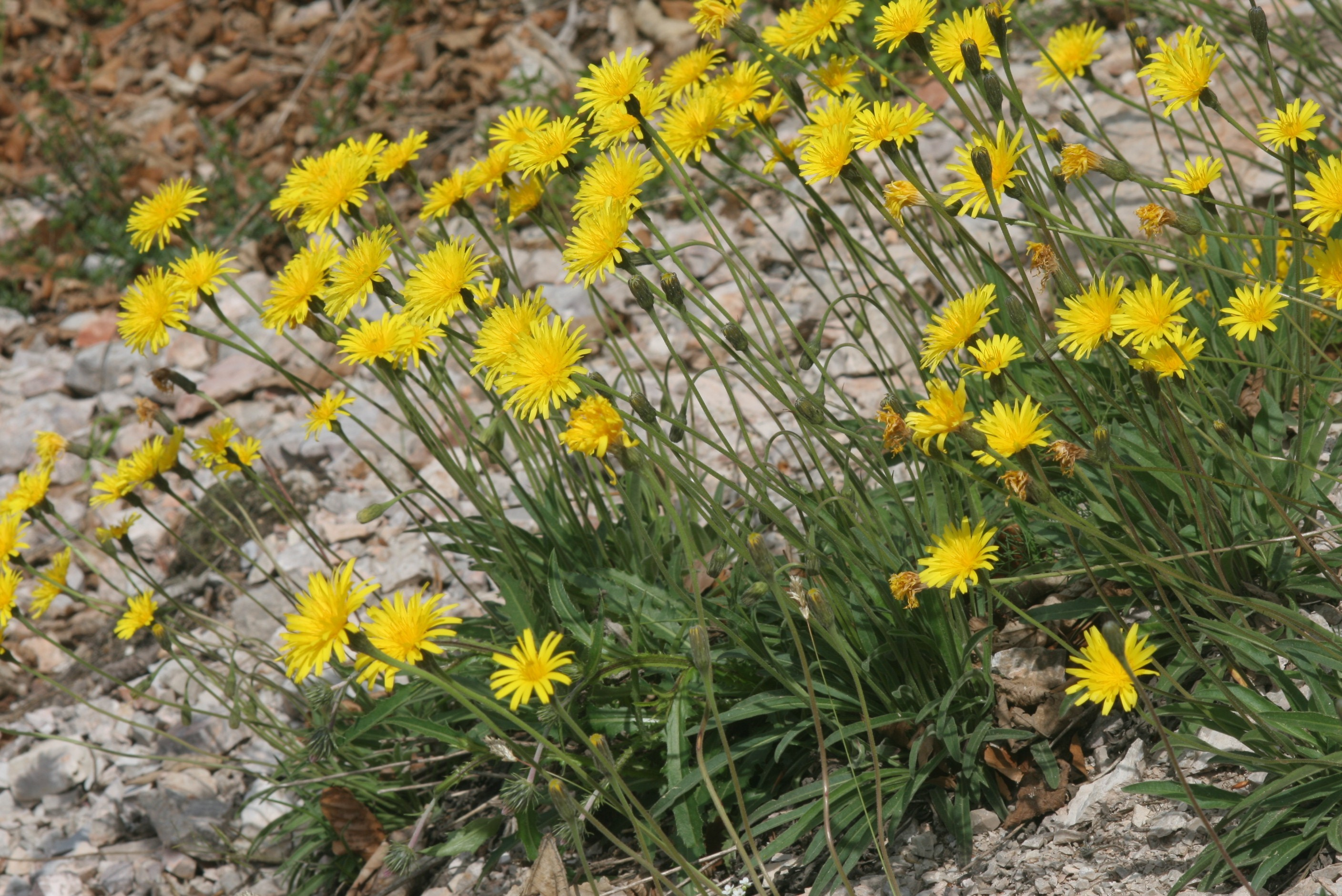
Leontodon incanus

## K
- Leontodon kotschyi  Boiss.
- Leontodon kulczynskii  Popov

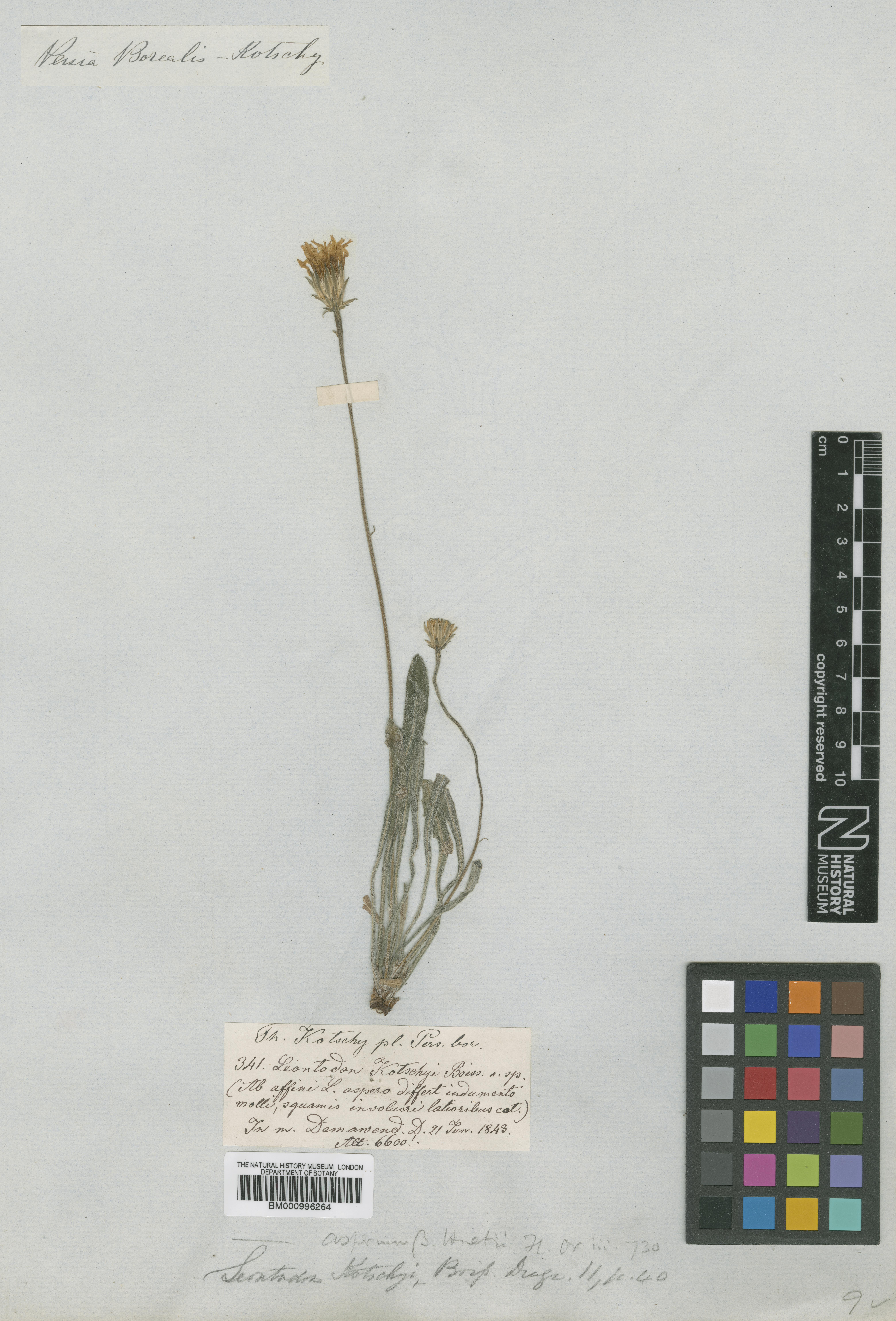
Leontodon kotschyi

## L
- Leontodon libanoticus  Boiss.
- Leontodon longirostris  (Finch & P.D.Sell) Talavera

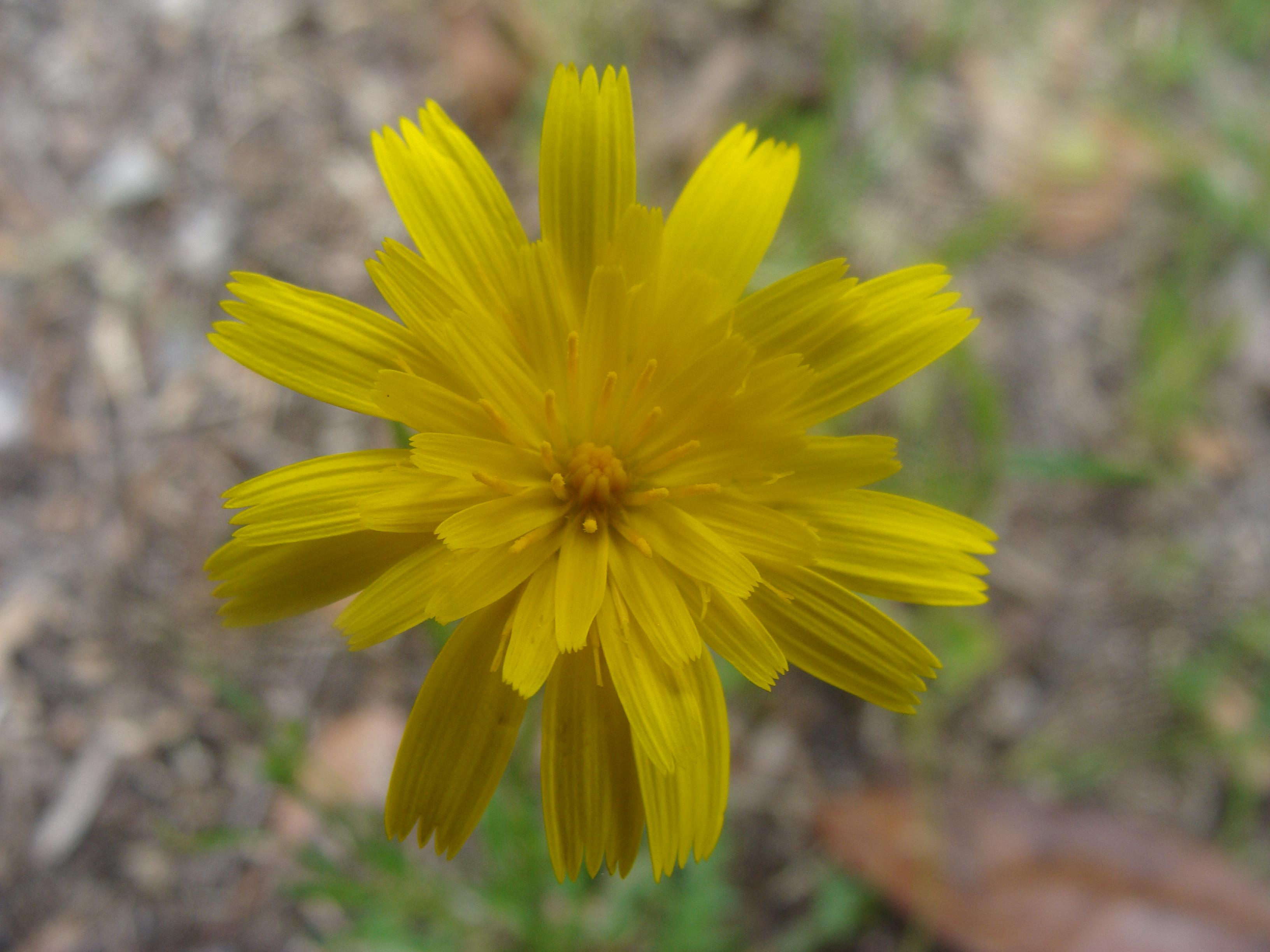
Leontodon longirostris

## M
- Leontodon maroccanus  (Pers.) Ball

## O
- Leontodon oxylepis  Boiss. & Heldr.

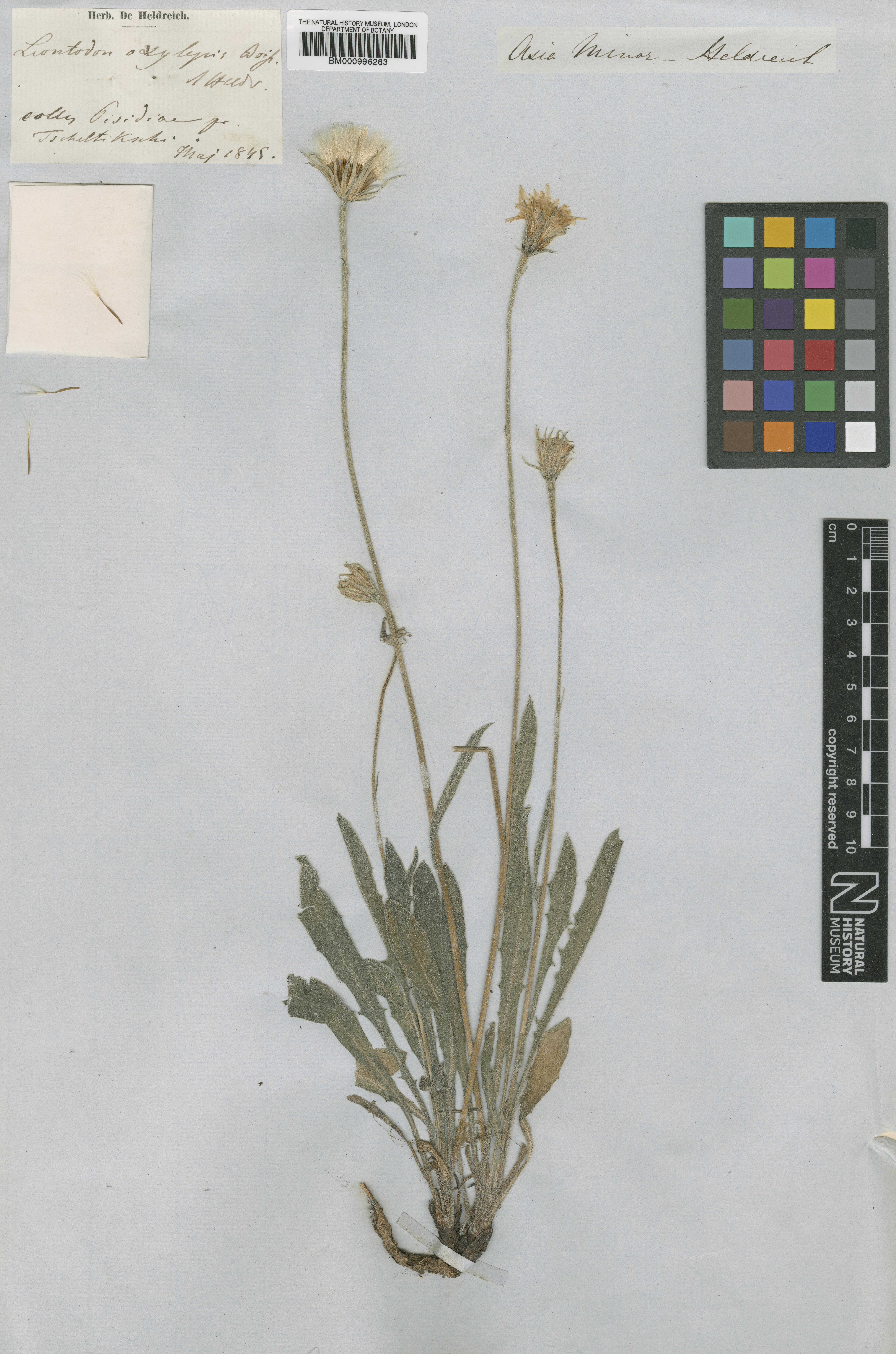
Leontodon oxylepis

## P
- Leontodon pinetorum  Pau
- Leontodon pitardii  Maire

## R
- Leontodon rigens  (Aiton) Paiva & Ormonde
- Leontodon rosanoi  (Ten.) DC.

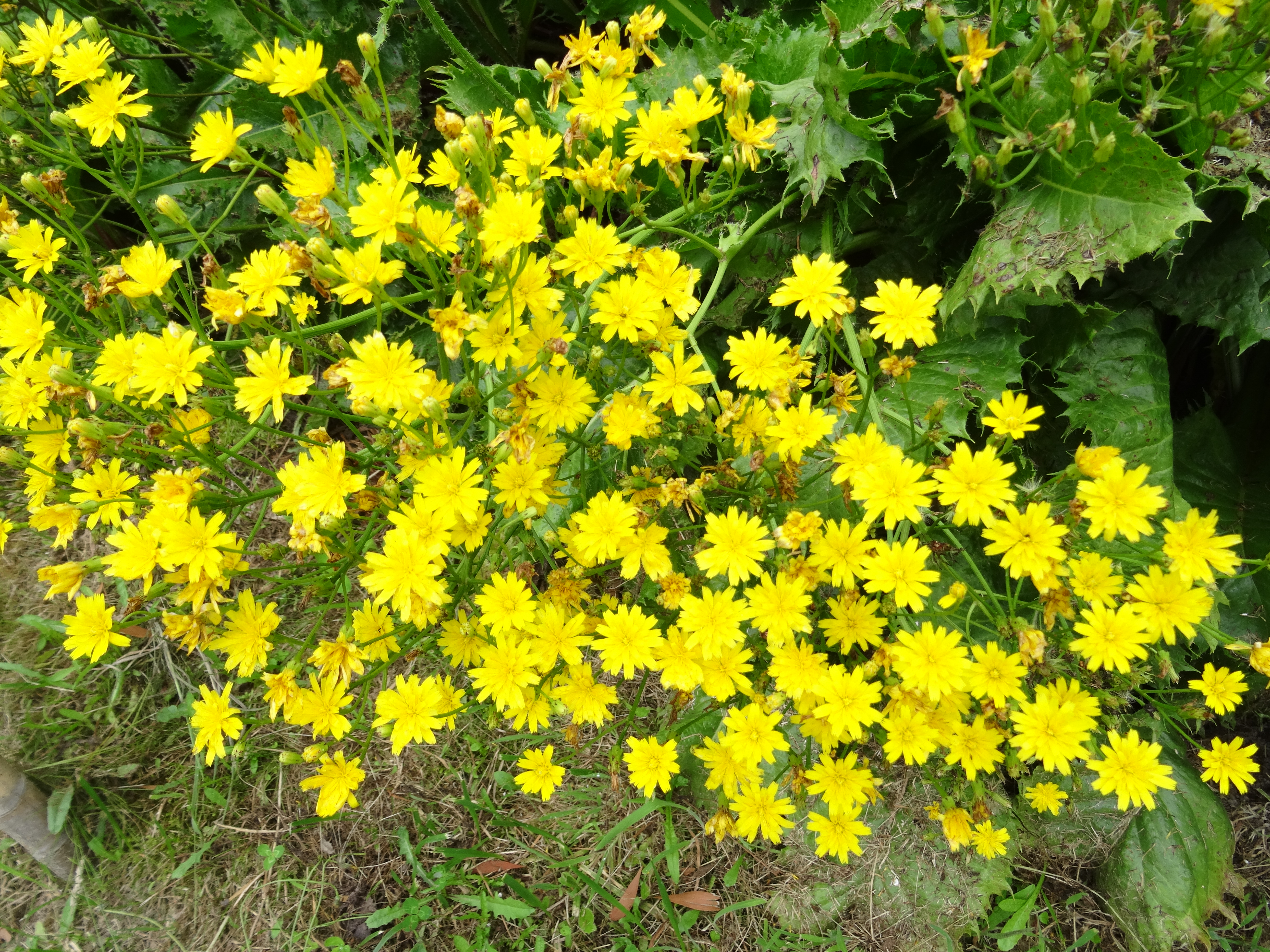
Leontodon rigens

## S
- Leontodon saxatilis  Lam.
- Leontodon siculus  (Guss.) Nyman
- Leontodon stenocalathius  Rech.f.

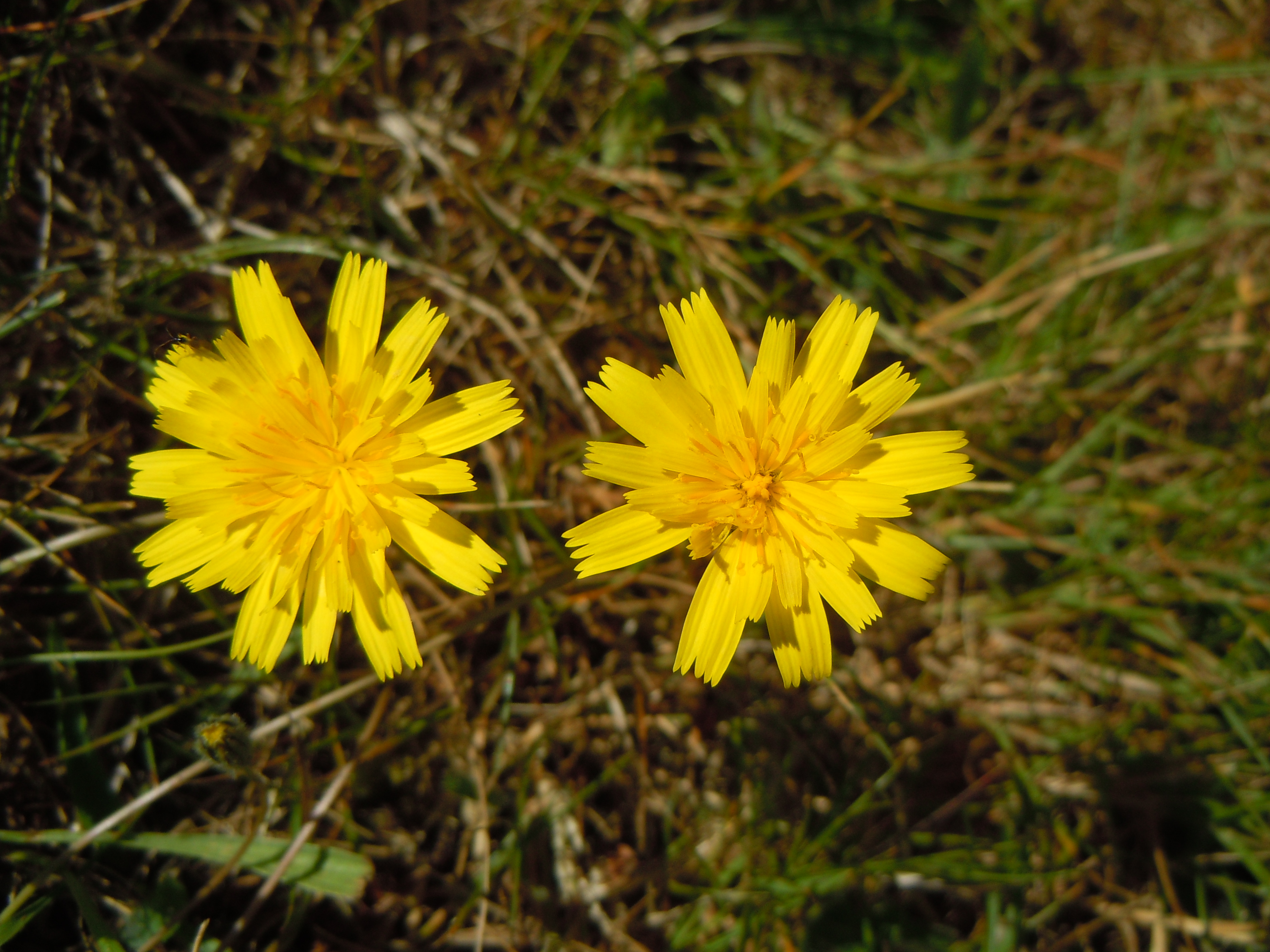
Leontodon saxatilis

## T
- Leontodon tenuiflorus  (Gaudin) Rchb.
- Leontodon tingitanus  Ball
- Leontodon tuberosus  L.

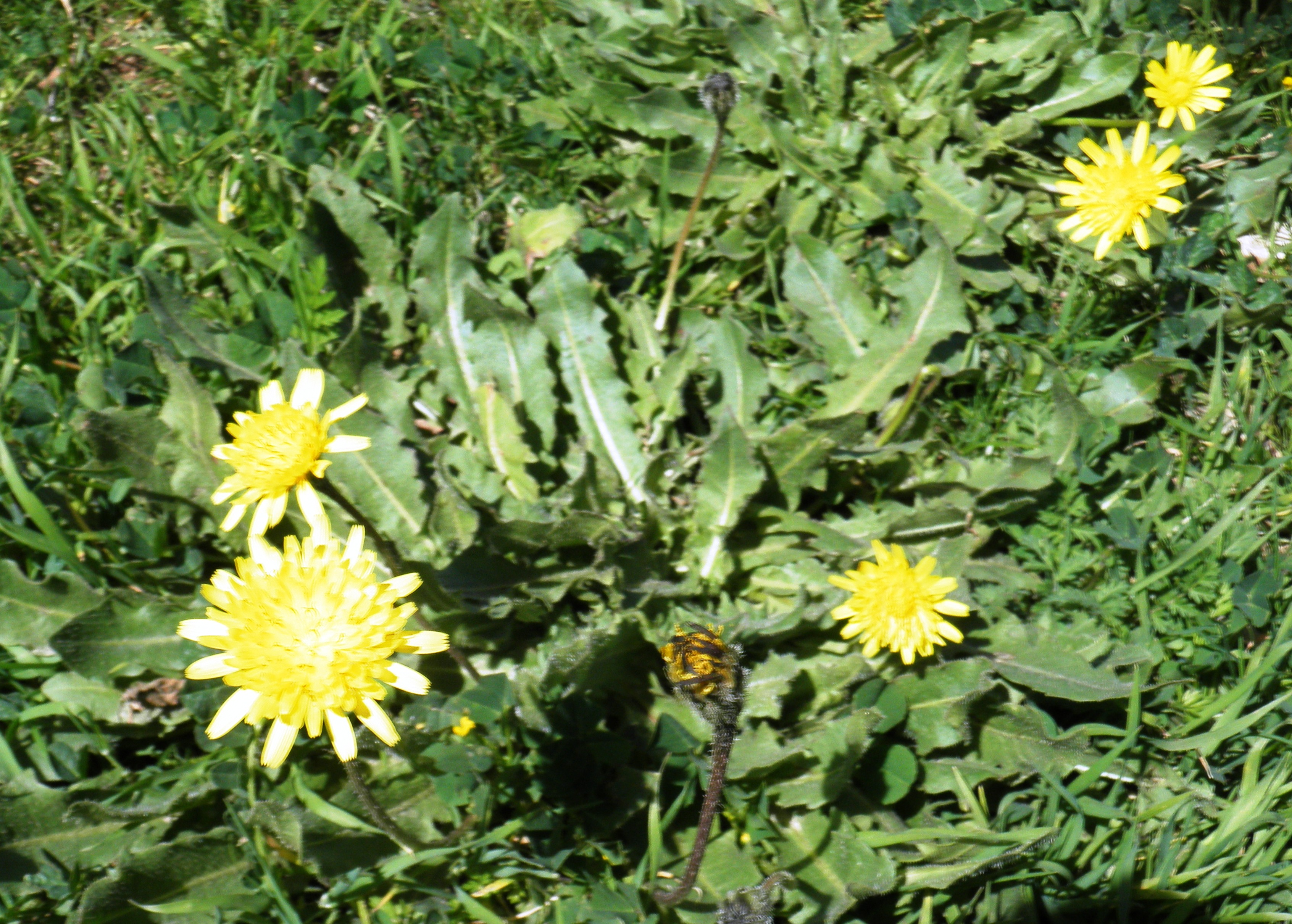
Leontodon tuberosus